# Я і Фелікс
«Я і Фелікс» (англ. «Rock Paper Grenade»/«Felix and Me») — український драматичний фільм 2022 року, режисерський дебют Ірини Цілик в ігровому кіно. Знятий за мотивами автобіографічного роману «Хто ти такий?» українського письменника Артема Чеха. Світова прем'єра стрічки відбулася на 38-му Варшавському міжнародному кінофестивалі 18 жовтня 2022 року, перший показ в Україні відбувся в межах 6-го Київського тижня критики наприкінці 2022 року.
Фільм розповідає історію про дорослішання хлопчика Тимофія, яке припало на 1990-ті роки у пострадянській Україні. В основі сюжету — взаємини хлопця із власною сім'єю, друзями, першим коханням, а також його стосунки із Феліксом, колишнім військовим часів війни в Афганістані, який теж стає частиною його родини.
В широкий український прокат стрічка вийшла 11 квітня 2024 року.

## Сюжет
На початку фільму лунає композиція «Болеро» та зображується дивакуватий танець немолодого чоловіка Фелікса, якого у кімнаті квартири бачить юнак Тимофій. Згодом, поспостерігавши за ним, Тимофій невдоволено виходить з квартири.
Далі розпочинаються основна сюжетна лінія. Події фільму розпочинаються у звичайній радянській квартирі провінційного українського міста (за романом — у Черкасах).  У бабусі Лідії з'являється новий партнер — Фелікс, військовий, що 8 років служив в Афганістані. Відтепер вони з Лідією житимуть разом в її квартирі. А окрім Лідії, в квартирі також проживає її дочка Ольга та онук Тимофій.
Після появи Фелікса стосунки між Лідою та Ольгою погіршуються, адже Ольга негативно сприйняла його появу: він п'є, що часто приводить до втрати контроля над собою. Вони часто конфліктують. В таких умовах проходить дорослішання Тимофія, який однак знаходить спільну мову з Феліксом: вони грають у шахи, гуляють на пляжі. Фелікс також показує малому Тимофію «Ксюху» (автомат Калашникова), що вкотре призводить до сварки між Ольгою та Лідою.
Тато Тимофія Олексій буває вдома рідко, ним цікавляться його знайомі-кримінальники. Тимофій дорослішає. В нього з'являється симпатія до дівчини Томи. Родина Тимофія переживає складні часи, брак грошей, а також борги. Фелікс, маючи певні зв'язки, вирішує допомогти Тимофію. Разом вони здають макулатуру, копають могили, а також Фелікс продає кілька гранат «Ф-1» невідомим злочинцям. За частину зароблених коштів, Фелікс купує Тимофію нові кросівки. Тимофій наважується ближче познайомитися з Томою. І вона відповідає взаємністю. Разом вони гарно проводять час.
Одного разу підвипивший Фелікс разом з Тимофієм натрапляють на вуличних бандитів. Між ними зав'язується бійка, під час якої Фелікс просить Тимофія дістати автомат з чорного дипломату, з яким Фелікс часто ходив. Фелікс зрештою перемагає бандитів, б'ючи їх не зупиняючись. Тимофій марно просить Фелікса зупинитись, а згодом тікає.
На Новий Рік Тимофій сильно хворіє. Через що його мама Ольга терміново приїжджає з Києва, де вона була на заробітках. Бабуся Лідія повідомляє про зникнення Фелікса. Тимофій намагається його відшукати, але безуспішно.

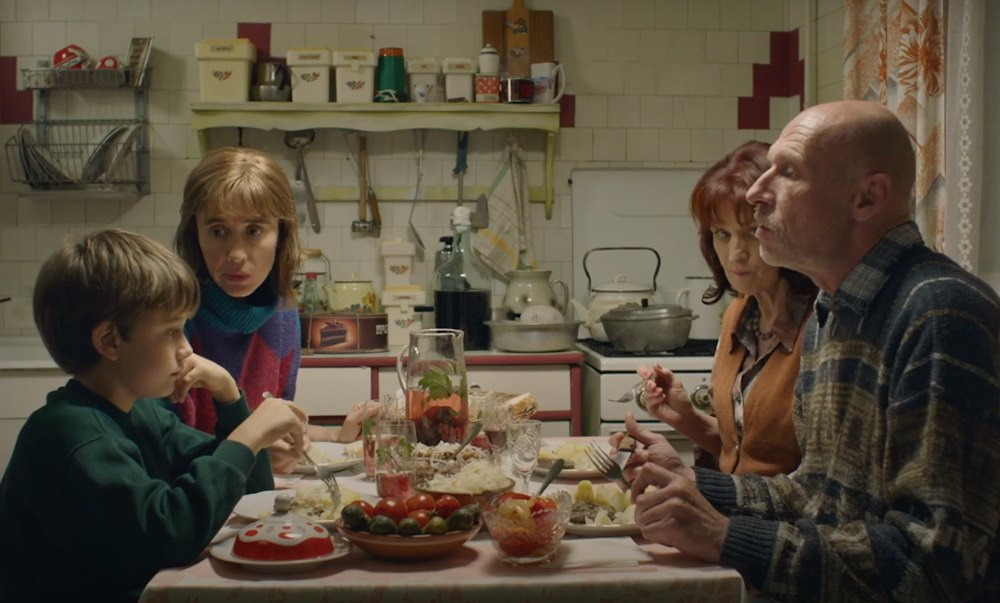
Кадр з фільму

На автовокзалі друг Тимофія проводжає його на автобус. Тимофій перетворюється на дорослого чоловіка. Вийшовши з автобуса, він прямує у квартиру бабусі. Квартирант, що мешкає у бабусиній квартирі повідомляє, що був дзвінок від деякого полковника Фелікса Ігнатьєва, і що він хотів поговорити з Лідою, яка на той момент вже померла. «Значить, це все. Кінець» — відповів полковник і поклав слухавку.
На фіналі фільму знову Тимофій-підліток грає «Полонез Оґінського», а Фелікс просить зіграти ще.  

## Акторський склад
- Андрій Чередник — Тимофій (дитина)
- Владислав Балюк — Тимофій (підліток)
- Юрій Іздрик — Фелікс Петрович
- Анастасія Карпенко — Мама Ольга
- Галина Веретельник-Стефанова — Бабуся Лідія
- Андрій Ісаєнко — Батько Олексій
- Олександра Семенко — Тома
- Андрій Максимов — Друг Костя
- Володимир Гладкий — Тимофій (дорослий)

## Виробництво
Проєкт як ідея виник у 2020 році. Робота над ним розпочалася на початку пандемії COVID-19. Тоді майбутні продюсери Володимир Яценко та Анна Соболевська (Яценко) запропонували Ірині Цілик створити спільне кіно. Вибір матеріалу для сценарію був зумовлений кінематографічним, на думку Цілик, потенціалом роману Артема Чеха, який на той час ще перебував на стадії рукопису.
Артем Чех, чоловік Ірини Цілик, виступив у проєкті як автор роману, як співавтор сценарію, а також як скрипт-супервайзер: «Цікаво було спостерігати за тим, як деякі знахідки сценарію перекочували у книжку. Ми одразу домовилися не триматися міцно за роман. Чех завжди був на знімальному майданчику й спостерігав чи ми дотримуємося сценарію. Значною мірою це наша авторська колаборація»,.
У березні 2020 року команда проєкту подала заявку на Тринадцятий конкурсний відбір Держкіно, і вже у липні того ж року проєкт здобув перемогу в категорії «Ігрові повнометражні фільми-дебюти (національне і спільне виробництво)» із залучення 100 % державного фінансування. Виробником кінопроєкту стала компанія ТОВ «Лайм Лайт».
Зйомки фільму розпочалися у вересні 2020 року, і тривали також до кінця року. Фільмування відбувалося на різних локаціях у Києві, а також у Житомирі.
Спочатку Ірина Цілик не планувала залучати до фільму ані свого сина (Андрія Чередника), ані свого друга — поета Юрія Іздрика. Проте, коли настав час презентувати відео з ідеєю для пітчингу в Держкіно, у режисерки ще не було затверджених акторів. Тому вона вирішила знімати тих, хто був, за її словами, поруч: свою дитину та давнього товариша Юрія Іздрика. З ним вона познайомилася, коли перебувала у турі Україною зі своєю збіркою віршів задовго до початку роботи над фільмом. Попри сумніви режисерки щодо участі непрофесійного актора, Іздрик проявив високий рівень відповідальності та відданості процесу зйомок.
Планувалося, що прем'єра фільму відбудеться у другій половині 2021 року.

## Кошторис
Проєкт здобув перемогу на 13-му конкурсі Держкіно, отримавши 100 % держфінансування в обсязі майже 12 мільйонів гривень.

## Музика
Згідно з фінальними титрами фільму, у стрічці було використано 12 композицій. Нижче їх представлено у вигляді таблиці: 
| Список треків | Список треків                 | Список треків                                             | Список треків                   | Список треків |
| #             | Назва                         | Автор                                                     | Оригінальний виконавець         | Тривалість    |
| ------------- | ----------------------------- | --------------------------------------------------------- | ------------------------------- | ------------- |
| 1.            | «Boléro»                      | Моріс Равель                                              | Лондонський симфонічний оркестр | 15:30         |
| 2.            | «No Limit»                    | Філ Вайлд, Жан-Поль де Костер, Рей Слайнгаард, Аніта Делс | 2 Unlimited                     | 3:43          |
| 3.            | «Da Ghetto»                   | C-Block                                                   | C-Block                         | 5:12          |
| 4.            | «Солодка Мрія»                | Олег Майовський                                           | Анна Марія                      | 5:08          |
| 5.            | «Каролін»                     | Олександр Стьоганов                                       | Вхід у змінному взутті          | 3:51          |
| 6.            | «Новорічне свято»             | Сергій Підкаура                                           | Хор «Територія А»               | 4:42          |
| 7.            | «Little Flower Girl of Paris» | Вільям Гіллок                                             | Вільям Гіллок                   | 1:30          |
| 8.            | «Think About the Way»         | Роберто Дзанетті                                          | ICE MC                          | 4:20          |
| 9.            | «Час, що минає»               | Олександр Стьоганов                                       | Вхід у змінному взутті          | 3:09          |
| 10.           | «Поплач»                      | Ігор Балан                                                | Аква Віта                       | 4:29          |
| 11.           | «Generation of Love»          | Тріксі Дельгадо, Томмі Шле, Лукас Кордаліс, Енріко Заблер | Masterboy                       | 3:39          |
| 12.           | «Полонез Огінського»          | Міхал Огінський                                           | Міхал Огінський                 | 2:57          |

## Реліз
Світова прем'єра цього фільму відбулася на Варшавському кінофестивалі у 2022 році.
Допрем'єрний показ стрічки за участі творчої команди відбувся 10 квітня 2024 року в київському кінотеатрі «Оскар».

### Широкий прокат
У широкий національний прокат стрічка вийшла 11 квітня 2024 року. Також відбувся тур спеціальних показів у різних містах України разом з творчою командою фільму, зокрема й режисеркою Іриною Цілик.

### Диджитал-прокат
З 12 червня 2024 року кінострічка стала доступною на стримінговій платформі «Netflix» в Україні. А з 14 червня — на українських стримінгових сервісах «Megogo» , «Sweet.tv» та «Kyivstar ТБ».